# Цыгане в Воеводине

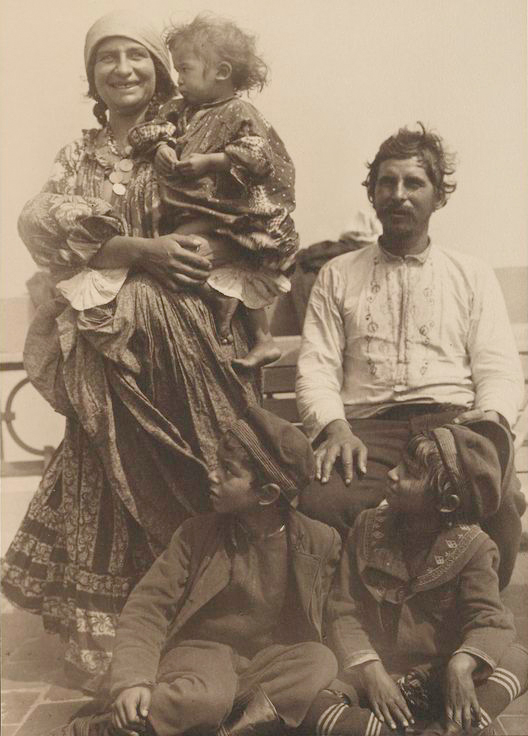
Сербские цыгане, около 1905 г.

Цыгане в Воеводине являются крупным национальным меньшинством. По данным переписи 2011 года, численность цыган в Воеводине составила 42 391 человек или 2,19 % от населения автономного края. Больше всего цыган проживали в общинах Нова-Црня (6.83 %), Беочин (6.51 %) и Нови-Кнежевац (5.04 %). Цыганский язык не является официальным в Воеводине, но преподается в некоторых школах. В 2014/2015 учебном году он преподавался в 42 школе в Воеводине.
Первые цыгане появились на территории современной Воеводины во времена Османской империи в XVI веке. Во время турецкой власти цыгане в основном жили в городах и работали кузнецами, строителями и музыкантами. Значительное количество цыган иммигрировало на территорию Воеводины в XVII и XVIII веках, когда габсбургские власти издали несколько указов, касающиеся цыган (1761, 1767 и 1783 г.). Во время революции 1848 года цыгане поддержали сербских повстанцев. Во время Второй мировой войны бо́льшая часть Воеводины была разделена между хортистской Венгрией и усташской Хорватией, а в остальной части была образована автономная немецкая колония. При этом на всей территории цыгане наравне с евреями преследовались и подвергались геноциду. Это повлияло на то, что много цыган приняли участие в антифашистской борьбе против оккупантов.

## Доля в населении

Доля цыган в населении Воеводины по округам, 2011 г.

По данным переписи 2011 года, цыгане были следующим образом представлены в округах Автономной области Воеводина:
| Округ             | Общяя численность | Численность цыган | Доля цыган |
| Южно-Бачский      | 615 371           | 10 482            | 1.70 %     |
| Южно-Банатский    | 293 730           | 8 025             | 2.73 %     |
| Средне-Банатский  | 187 667           | 7 267             | 3.87 %     |
| Сремский          | 312 278           | 5 488             | 1.76 %     |
| Северно-Банатский | 147 770           | 4 769             | 3.23 %     |
| Северно-Бачский   | 186 906           | 3 342             | 1.79 %     |
| Западно-Бачский   | 188 087           | 3 018             | 1.60 %     |
| Итого Воеводина   | 1 931 809         | 42 391            | 2.19 %     |